# Библиотечный переулок
Библиоте́чный переулок — переулок в Адмиралтейском районе Санкт-Петербурга. Проходит от улицы Шкапина до площади Балтийского вокзала.

## История
До 1980 года не имел названия. Назван был по районной библиотеке Адмиралтейского (тогда — Ленинского) района имени К. А. Тимирязева.

## Общественно-значимые объекты
- Балтийские бани
- Балтийский вокзал
- Музей железных дорог России (д. 4, корп. 2)